# Фторид-триоксид иода
Фторид-триоксид иода — неорганическое соединение,
оксосоль иода и плавиковой кислоты с формулой IO3F,
бесцветные кристаллы.

## Получение
- Действие фтора на раствор иодной кислоты в плавиковой кислоте.

## Физические свойства
Фторид-триоксид иода образует бесцветные кристаллы.